# Сент-Арманд (Нью-Йорк)
Сент-Арманд (англ. St. Armand) — місто (англ. town) в США, в окрузі Ессекс штату Нью-Йорк. Населення — 1446 осіб (2020).

## Демографія
Згідно з переписом 2010 року, у місті мешкало 1548 осіб у 657 домогосподарствах у складі 425 родин. Було 775 помешкань
Расовий склад населення:
| - 97,5 % — білих - 0,6 % — корінних американців - 0,1 % — чорних або афроамериканців - 0,1 % — азіатів |

До двох чи більше рас належало 1,6 %. Частка іспаномовних становила 1,5 % від усіх жителів.
За віковим діапазоном населення розподілялося таким чином: 23,1 % — особи молодші 18 років, 63,7 % — особи у віці 18—64 років, 13,2 % — особи у віці 65 років та старші. Медіана віку мешканця становила 41,3 року. На 100 осіб жіночої статі у місті припадало 96,7 чоловіків;  на 100 жінок у віці від 18 років та старших — 95,4 чоловіків також старших 18 років.
Середній дохід на одне домашнє господарство  становив 74 407 доларів США (медіана — 57 708), а середній дохід на одну сім'ю — 89 247 доларів (медіана — 70 667). Медіана доходів становила 48 403 долари для чоловіків та 47 750 доларів для жінок. За межею бідності перебувало 8,4 % осіб, у тому числі 8,6 % дітей у віці до 18 років та 5,9 % осіб у віці 65 років та старших.
Цивільне працевлаштоване населення становило 817 осіб. Основні галузі зайнятості: освіта, охорона здоров'я та соціальна допомога — 41,5 %, публічна адміністрація — 11,1 %, будівництво — 10,0 %, мистецтво, розваги та відпочинок — 9,9 %.